# Sandra Speckert
Sandra Speckert (* 1. September 1972 in Bremen) ist eine bremische Politikerin (CDU) und war zehn Jahre lang Abgeordnete der Bremischen Bürgerschaft.

## Biografie

### Ausbildung und Beruf
Nach dem Besuch der Realschule und der Höheren Handelsschule absolvierte Sandra Speckert 1991 bis 1994 eine Ausbildung zur Steuerfachgehilfin. Seit 1995 ist sie als Buchhalterin in einem Kaffeeunternehmen tätig.

### Politik
Speckert ist seit 1996 stellvertretende Vorsitzende des Stadtbezirksverbands Oberneuland. Sie war Mitglied im Bremer Landesvorstand der Jungen Union (JU), u. a. auch als Schatzmeisterin. 1999 wurde sie auf Bundesebene Mitglied im Bundesfachausschusses Entwicklungspolitik der CDU. 2000 wurde sie auch Mitglied des Landesvorstandes ihrer Partei. 2004 kandidierte sie auf dem Listenplatz zwei der CDU für die Europawahl.
Sie war von 1999 bis 2007 Abgeordnete in der Bremer Bürgerschaft. Vom November 2009 bis 2011 war sie als Nachrückerin für Helmut Pflugradt erneut Mitglied der Bremischen Bürgerschaft. Sie war vertreten in den Ausschüssen für Informations- und Kommunikationstechnologie und Medienangelegenheiten, für Krankenhäuser der Stadtgemeinde Bremen, für Bundes- und Europaangelegenheiten, für internationale Kontakte und Entwicklungszusammenarbeit, für die Gleichstellung der Frau für Haushalt und Finanzen und im nichtständigen Ausschuss Umsetzung der Föderalismusreform II im Land Bremen sowie in der staatlichen Deputation für Umwelt und Energie.